# Baryzentrische Koordinaten

Die baryzentrischen Koordinaten eines Punktes (blau) sind die Verhältnisse dreier Massen in den Ecken eines Dreiecks (rot), deren Schwerpunkt (Massenmittelpunkt) der Punkt ist. In diesem Beispiel hat die baryzentrischen Koordinaten.

Die Verbindung zwischen Physik und Geometrie liefert die Gleichung des Hebelgesetzes: Danach ist das Verhältnis der Massen gleich dem Verhältnis der Strecken, die die Lage des Schwerpunktes beschreiben.

Baryzentrische Koordinaten (auch homogene baryzentrische Koordinaten) dienen in der linearen Algebra und in der Geometrie dazu, die Lage von Punkten in Bezug auf eine gegebene Strecke, ein gegebenes Dreieck, ein gegebenes Tetraeder oder allgemeiner ein gegebenes Simplex zu beschreiben.
Ebene baryzentrische Koordinaten eines Punktes {\displaystyle S} kann man sich als Verhältnisse von drei Massen {\displaystyle m_{1},m_{2},m_{3}} vorstellen, die sich in den Ecken eines vorgegebenen Dreiecks befinden und deren Schwerpunkt {\displaystyle S} ist (siehe Bild). Da es dabei nur auf Verhältnisse ankommt, schreibt man {\displaystyle (m_{1}:m_{2}:m_{3})}. Sind alle Massen gleich, ist {\displaystyle S} der geometrische Schwerpunkt des Dreiecks und hat die baryzentrischen Koordinaten {\displaystyle (1:1:1)}. Ihre geometrische Bedeutung erhalten die baryzentrischen Koordinaten durch die folgenden Eigenschaften: Im 1-Dimensionalen ist das Massenverhältnis gleich einem Verhältnis von Teilstrecken (siehe 2. Bild), im 2-Dimensionalen sind die Massenverhältnisse gleich Flächenverhältnissen von Teildreiecken.
Baryzentrische Koordinaten wurden zuerst von A. F. Möbius 1827 in seinem Buch Der baryzentrische Calcul eingeführt. Sie sind ein Spezialfall homogener Koordinaten. Ein wesentlicher Unterschied zu den üblichen homogenen Koordinaten, z. B. in der Ebene, ist die Beschreibung der Ferngerade durch die Gleichung {\displaystyle x_{1}+x_{2}+x_{3}=0} statt durch {\displaystyle x_{3}=0}.
Insbesondere in der Dreiecksgeometrie spielen die baryzentrischen Koordinaten, neben den trilinearen Koordinaten, eine wesentliche Rolle. Überall, wo es um Verhältnisse von Strecken geht, wie zum Beispiel in dem Satz von Ceva, sind sie ein geeignetes Werkzeug. Aber nicht nur in der Geometrie, sondern auch im Bereich des computer-aided Design verwendet man sie zur Erzeugung von dreieckigen Flächenstücken, den dreieckigen Bézierflächen.

## Definition und Eigenschaften

### Definition
Es seien {\displaystyle \mathbf {x} _{1},\dotsc ,\mathbf {x} _{n}} die Ortsvektoren der Ecken {\displaystyle X_{1},\dotsc ,X_{n}} eines Simplex in einem affinen Raum {\displaystyle {\mathcal {A}}}. Der affine Raum hat dann die Dimension {\displaystyle n-1}. Falls es für einen Punkt {\displaystyle P:\mathbf {p} } in {\displaystyle {\mathcal {A}}} Zahlen
{\displaystyle \;a_{1},\dotsc ,a_{n}} gibt, deren Summe nicht null ist und welche die Gleichung
(G){\displaystyle \quad (a_{1}+\dotsb +a_{n})\mathbf {p} =a_{1}\,\mathbf {x} _{1}+\dotsb +a_{n}\,\mathbf {x} _{n}\ ,}
erfüllen, sagt man {\displaystyle a_{1},\dotsc ,a_{n}} sind baryzentrische Koordinaten des Punktes {\displaystyle P} bezüglich der Punkte {\displaystyle X_{1},\dotsc X_{n}} und schreibt {\displaystyle P=(a_{1}:\dotsc :a_{n})}. Für die Ecken gilt offensichtlich
{\displaystyle \;X_{1}=(1:0:0:\ldots :0),\;X_{2}=(0:1:0\dotsc :0)\dotsc ,\;X_{n}=(0:0:0:\dotsc :1)\;}.
Baryzentrische Koordinaten sind nicht eindeutig: Für jedes {\displaystyle \lambda } ungleich Null beschreibt auch {\displaystyle (\lambda a_{1}:\dotsc :\lambda a_{n})} den Punkt {\displaystyle P}. Das heißt, nur die Verhältnisse der Koordinaten sind wesentlich. An diese Eigenschaft soll die Schreibweise mit {\displaystyle :} erinnern. Man kann baryzentrische Koordinaten als homogene Koordinaten eines {\displaystyle (n-1)}-dimensionalen projektiven Raums {\displaystyle {\mathcal {P}}} auffassen, von dem der affine Raum {\displaystyle {\mathcal {A}}} ein Teil ist. Und zwar sind die Punkte von {\displaystyle {\mathcal {A}}} diejenigen Punkte von {\displaystyle {\mathcal {P}}}, die nicht in der durch die Gleichung {\displaystyle \;a_{1}+\dotsb +a_{n}=0\;} bestimmten Hyperebene (Fernhyperebene) liegen.
Gleichung (G) ist ein unterbestimmtes homogenes lineares Gleichungssystem, das sich in der üblichen Form
(G'){\displaystyle \quad a_{1}(\mathbf {p} -\mathbf {x} _{1})+\dotsb +a_{n}(\mathbf {p} -\mathbf {x} _{n})=\mathbf {0} }
schreiben lässt.
Erfüllen die Koordinaten {\displaystyle a_{1},\dotsc a_{n}} zusätzlich die Normierungsbedingung
(N) {\displaystyle \quad a_{1}+\dotsb +a_{n}=1\ ,}
so spricht man von normierten baryzentrischen Koordinaten. In diesem Fall sind die Zahlen {\displaystyle a_{1},\dots ,a_{n}} eindeutig bestimmt (s. unten) und man kann den Punkt {\displaystyle P} (Ursprungsgerade) auch als affinen Punkt {\displaystyle (a_{1},\dots ,a_{n})} der Hyperebene des {\displaystyle \mathbb {R} ^{n}} mit der Gleichung {\displaystyle a_{1}+\dots +a_{n}=1} auffassen.
Um die Normierung formal sicherzustellen, kann man (N) nach einer Koordinate auflösen und in das n-tupel einfügen. Löst man z. B. nach {\displaystyle a_{n}} auf, ergibt sich {\displaystyle P=(a_{1}:\dots :1-a_{1}-\dots -a_{n-1})}.
Hinweis: Die Begriffe werden nicht einheitlich verwendet. Viele Autoren sprechen nur dann von baryzentrischen Koordinaten, wenn die Normierungsbedingung erfüllt ist.
Normierte baryzentrische Koordinaten lassen sich einfach ermitteln, indem man jede einzelne baryzentrische Koordinate durch die Summe der Koordinaten dividiert.

### Eigenschaften

#### Punkt im Simplex
Falls die Koordinaten positiv sind, so liegt der Punkt {\displaystyle P} in der konvexen Hülle von {\displaystyle X_{1},\dotsc ,X_{n}}, also im Simplex mit diesen Eckpunkten. Die Darstellung eines Punktes innerhalb einer konvexen Hülle als Summe von Eckpunkten eines Simplex wird affine Kombination oder baryzentrische Kombination genannt.

#### Massenmittelpunkt
Wie man aus der Umstellung
(S){\displaystyle \quad \mathbf {p} ={\frac {a_{1}\mathbf {x} _{1}+\dotsb +a_{n}\mathbf {x} _{n}}{a_{1}+\dotsb +a_{n}}}}
der Definitionsgleichung (G) sieht, kann man {\displaystyle P} als Massenmittelpunkt (das Baryzentrum) einer Anordnung von Massen {\displaystyle a_{1},\dotsc ,a_{n}} an den Eckpunkten {\displaystyle X_{1},\dotsc ,X_{n}} des Simplex auffassen. Dies ist der Ursprung des Begriffs baryzentrisch.
Physikalische Bedeutung der
- Gleichung (G): Die Gesamtmasse im Schwerpunkt {\displaystyle P} verursacht im Nullpunkt dasselbe Drehmoment wie die Einzelmassen,
- Gleichung (G'): Die Summe der von den Einzelmassen erzeugten Drehmomente ist im Schwerpunkt {\displaystyle P} gleich 0.

#### Mittelpunkt zweier Punkte
Sind {\displaystyle (p_{1}:\dots :p_{n}),(q_{1}:\dots :q_{n})} die normierten (!) baryzentrischen Darstellungen zweier Punkte {\displaystyle P:\mathbf {p} ,Q:\mathbf {q} }, dann hat der Mittelpunkt {\displaystyle M:{\tfrac {1}{2}}(\mathbf {p} +\mathbf {q} )} die baryzentrische Darstellung
{\displaystyle M=\left({\frac {p_{1}+q_{1}}{2}}:\dots :{\frac {p_{n}+q_{n}}{2}}\right)=(p_{1}+q_{1}:\dots :p_{n}+q_{n})\ .}

#### Existenz, Eindeutigkeit normierter Koordinaten
Normierte baryzentrische Koordinaten sind eindeutig bestimmt. Denn, versucht man das durch (G') und (N) beschriebene inhomogene lineare Gleichungssystem mit Hilfe der Cramerschen Regel zu lösen, ist die Determinante im Nenner ungleich Null, da sie, bis auf einen Faktor, im ebenen Fall (n=3) die orientierte Fläche des Dreiecks und im 3-dimensionalen Fall (n=4) das orientierte Volumen des Tetraeders ist (siehe unten).
Lässt man die Bedingung (N) wieder fallen, hat das lineare homogene System (G') 1-dimensionale Lösungen (Punkte des oben erwähnten projektiven Raums {\displaystyle {\mathcal {P}}}). Für größeres {\displaystyle n} gilt Entsprechendes.

#### Unabhängigkeit von Nullpunkt und Skalierung
Dass die baryzentrischen Koordinaten nicht von dem zufällig gewählten Nullpunkt des affinen Raums {\displaystyle {\mathcal {A}}} abhängen, erkennt man dadurch, dass eine Verschiebung der Vektoren {\displaystyle \mathbf {p} ,\mathbf {x} _{1},\dots } um einen festen Vektor {\displaystyle \mathbf {v} } die Definitionsgleichung (G) unverändert lässt. Dasselbe gilt für eine uniforme Skalierung (Multiplikation der Vektoren mit einem festen Faktor ungleich Null).

#### Beispiel
In der Ebene besteht ein Simplex aus 3 Punkten (Dreieck), d. h. es ist {\displaystyle n=3} und jeder Punkt hat 3 baryzentrische Koordinaten: {\displaystyle P=(a_{1}:a_{2}:a_{3})}. Zum Beispiel hat der geometrische Schwerpunkt des Dreiecks die baryzentrische Darstellung {\displaystyle \;S=(1:1:1)\;}, denn es ist {\displaystyle \;\mathbf {s} ={\tfrac {1}{3}}(\mathbf {x} _{1}+\mathbf {x} _{2}+\mathbf {x} _{3})\;.} Die normierte Darstellung ist {\displaystyle \;S=({\tfrac {1}{3}}:{\tfrac {1}{3}}:{\tfrac {1}{3}})\;.}

#### Vorteil, Nachteil
Wie man in dem Beispiel sieht, lassen sich wesentliche Punkte z. B. von Dreiecken einheitlich und einfach beschreiben. Bei Berechnungen müssen nicht die speziellen (affinen) Koordinaten eines gegebenen Dreiecks berücksichtigt werden. Wie man affine Koordinaten in baryzentrische Koordinaten umrechnet, wird in den folgenden Abschnitten gezeigt. Ein gewisser Nachteil baryzentrischer Koordinaten ist allerdings: Sie sind nicht eindeutig (im nicht normierten Fall) und es gibt immer 1 Koordinate mehr als die affinen Koordinaten.

#### Unterschied zu anderen homogenen Koordinaten: Beispiel n=3
Üblicherweise führt man homogene Koordinaten so ein, dass die Ferngerade durch eine Koordinatenebene, z. B. durch {\displaystyle a_{3}=0}, beschrieben wird. Dies hat den Vorteil, dass ein einfacher Zusammenhang zu den affinen Koordinaten, die die zugehörige affine Ebene (projektive Ebene ohne die Punkte der Ferngerade) beschreiben, besteht: Ein affiner Punkt hat die Koordinaten {\displaystyle (a_{1},a_{2})=(a_{1}:a_{2}:1)}. Es besteht allerdings der Nachteil, dass die zu den Koordinatenachsen gehörigen projektiven Punkte {\displaystyle (1:0:0),(0:1:0)} keine affinen Punkte sind. Nur der Punkt {\displaystyle (0:0:1)} wird zu einem affinen Punkt. Baryzentrische Koordinaten haben keine so einfache Beziehung zu den affinen Koordinaten. Dafür liegen alle den Koordinatenachsen entsprechenden projektiven Punkte {\displaystyle (1:0:0),(0:1:0),(0:0:1)} im affinen Bereich, denn die Ferngerade wird hier durch die Gleichung {\displaystyle a_{1}+a_{2}+a_{3}=0} beschrieben.

## Auf einer Gerade (n=2, Strecke)
Der Schwerpunkt {\displaystyle X_{s}} zweier Massen {\displaystyle m_{1},m_{2}}, die auf der {\displaystyle x}-Achse an den Stellen {\displaystyle x_{1},x_{2}} platziert sind, ist die Stelle {\displaystyle x_{s}}, wo das Hebelgesetz (Kraft × Kraftarm = Last × Lastarm, siehe 2. Bild) erfüllt ist. Genauer: Wo die Summe der Drehmomente gleich Null ist und damit gilt:
(G'2) {\displaystyle \ m_{1}(x_{s}-x_{1})+m_{2}(x_{s}-x_{2})=0}
Diese Gleichung ist äquivalent zu (siehe Abschnitt Definition)
(G2) {\displaystyle \ (m_{1}+m_{2})x_{s}=m_{1}x_{1}+m_{2}x_{2}\;.}
Auflösen nach {\displaystyle x_{s}} ergibt:
(S2) {\displaystyle \ x_{s}={\frac {m_{1}x_{1}+m_{2}x_{2}}{m_{1}+m_{2}}}}
Lässt man negative Massen zu, z. B. {\displaystyle m_{1}=1,m_{2}=-1+{\tfrac {1}{n}}}, so ergibt sich aus (G2) für {\displaystyle n\to \infty } die Gesamtmasse {\displaystyle m_{1}+m_{2}=0} und {\displaystyle x_{s}=\infty }.
Eine Lösung von (G'2) ist {\displaystyle \;m_{1}=x_{2}-x_{s},\;m_{2}=x_{s}-x_{1}\;}. Alle Lösungen sind Vielfache davon. Also hat der Schwerpunkt die baryzentrische Darstellung (siehe Abschnitt Definition)
(B2) {\displaystyle \;X_{s}=(m_{1}:m_{2})=(x_{2}-x_{s}:x_{s}-x_{1})=(l_{\color {red}2}:l_{\color {red}1})}
Dabei ist {\displaystyle \;l_{1}=x_{s}-x_{1},\;l_{2}=x_{2}-x_{s}\;.}

Baryzentrische Koordinaten als Verhältnis von Strecken

Baryzentrische Koordinaten auf einer Gerade (unten). Der Mittelpunkt der Strecke hat die baryzentrischen Koordinaten

Dieser einfache Zusammenhang der baryzentrischen Koordinaten mit Verhältnissen von Teilstrecken ist der Grund für ihre Bedeutung in der Dreiecksgeometrie.
Die Aussage (B2) ist der Lehrsatz in §21, S. 25, des Buches von Möbius.
Die normierten baryzentrischen Koordinaten müssen zusätzlich zu (G'2) die Bedingung
(N2) {\displaystyle \quad m_{1}+m_{2}=1}
erfüllen. Löst man das inhomogene Gleichungssystem bestehend aus den Gleichungen (G'2), (N2) mit Hilfe der Cramerschen Regel, ergibt sich die normierte Darstellung
(NB2) {\displaystyle \ X_{s}=\left({\frac {x_{2}-x_{s}}{x_{2}-x_{1}}}\;:\;{\frac {x_{s}-x_{1}}{x_{2}-x_{1}}}\right)=\left({\frac {l_{2}}{l_{1}+l_{2}}}:{\frac {l_{1}}{l_{1}+l_{2}}}\right)\;.}
Beispiel: Der Mittelpunkt {\displaystyle {\tfrac {x_{1}+x_{2}}{2}}} der Punkte {\displaystyle x_{1},x_{2}} besitzt die baryzentrischen Koordinaten {\displaystyle (1:1)} und in normierter Darstellung {\displaystyle ({\tfrac {1}{2}}:{\tfrac {1}{2}})\;.}

## In einer Ebene (n=3, Dreieck)

### Umrechnung der Koordinaten

Sind in den Ecken eines Dreiecks {\displaystyle \;X_{1}=(x_{1},y_{1}),\;X_{2}=(x_{2},y_{2}),\;X_{3}=(x_{3},y_{3}),\;} drei Massen {\displaystyle m_{1},m_{2},m_{3}} platziert, so sind die Gleichgewichtsgleichungen für die Drehmomente um die Koordinatenachsen
(G'3){\displaystyle \quad {\begin{array}{r}m_{1}(x_{s}-x_{1})+m_{2}(x_{s}-x_{2})+m_{3}(x_{s}-x_{3})=0\\m_{1}(y_{s}-y_{1})+m_{2}(y_{s}-y_{2})+m_{3}(y_{s}-y_{3})=0\end{array}}}
oder in der Form (siehe Definition)
(G3){\displaystyle \quad {\begin{array}{c}(m_{1}+m_{2}+m_{3})x_{s}=m_{1}x_{1}+m_{2}x_{2}+m_{3}x_{3}\\(m_{1}+m_{2}+m_{3})y_{s}=m_{1}y_{1}+m_{2}y_{2}+m_{3}y_{3}\end{array}}}
Der Schwerpunkt hat die Koordinaten
(S3){\displaystyle \quad {\begin{array}{c}x_{s}=\displaystyle {\frac {m_{1}x_{1}+m_{2}x_{2}+m_{3}x_{3}}{m_{1}+m_{2}+m_{3}}}\\y_{s}=\displaystyle {\frac {m_{1}y_{1}+m_{2}y_{2}+m_{3}y_{3}}{m_{1}+m_{2}+m_{3}}}.\end{array}}}
Baryzentrische Koordinaten eines gegebenen Punktes {\displaystyle S=({\color {red}x_{s}},{\color {red}y_{s}})}, erhält man durch Lösen des unterbestimmten homogenen Systems (G'3) nach {\displaystyle m_{1},m_{2},m_{3}}. Nimmt man die Normierungsgleichung
(N3) {\displaystyle \quad m_{1}+m_{2}+m_{3}=1}
hinzu, ist das jetzt inhomogene LGS eindeutig und mit Hilfe der Cramerschen Regel lösbar. Es ergibt sich:
(NB3) {\displaystyle \qquad {\begin{array}{l}m_{1}=\displaystyle {\frac {(x_{2}-{\color {red}x_{s}})(y_{3}-{\color {red}y_{s}})-(x_{3}-{\color {red}x_{s}})(y_{2}-{\color {red}y_{s}})}{(x_{2}-x_{1})(y_{3}-y_{2})-(y_{2}-y_{1})(x_{3}-x_{2})}}\\m_{2}=\displaystyle {\frac {(x_{3}-{\color {red}x_{s}})(y_{1}-{\color {red}y_{s}})-(x_{1}-{\color {red}x_{s}})(y_{3}-{\color {red}y_{s}})}{(x_{2}-x_{1})(y_{3}-y_{2})-(y_{2}-y_{1})(x_{3}-x_{2})}}\\m_{3}=\displaystyle {\frac {(x_{1}-{\color {red}x_{s}})(y_{2}-{\color {red}y_{s}})-(x_{2}-{\color {red}x_{s}})(y_{1}-{\color {red}y_{s}})}{(x_{2}-x_{1})(y_{3}-y_{2})-(y_{2}-y_{1})(x_{3}-x_{2})}}\\\end{array}}}
Der gemeinsame Nenner ist der doppelte Flächeninhalt des Dreiecks, also ungleich Null.
Wegen {\displaystyle m_{1}+m_{2}+m_{3}=1} genügt es, zwei der drei Brüche zu berechnen.
Alle Zähler lassen sich als {\displaystyle 2\times 2}-Determinanten schreiben. Verzichtet man auf die Normierung, darf bei den baryzentrischen Koordinaten der gemeinsame Nenner weggelassen werden:
(B3){\displaystyle \quad (m_{1}:m_{2}:m_{3})={\Big (}\left|{\begin{array}{l}x_{2}\!-\!{\color {red}x_{s}}&x_{3}\!-\!{\color {red}x_{s}}\\y_{2}\!-\!{\color {red}y_{s}}&y_{3}\!-\!{\color {red}y_{s}}\\\end{array}}\right|:\left|{\begin{array}{l}x_{3}\!-\!{\color {red}x_{s}}&x_{1}\!-\!{\color {red}x_{s}}\\y_{3}\!-\!{\color {red}y_{s}}&y_{1}\!-\!{\color {red}y_{s}}\\\end{array}}\right|:\left|{\begin{array}{l}x_{1}\!-\!{\color {red}x_{s}}&x_{2}\!-\!{\color {red}x_{s}}\\y_{1}\!-\!{\color {red}y_{s}}&y_{2}\!-\!{\color {red}y_{s}}\\\end{array}}\right|{\Big )}}
Multipliziert man jede Determinante mit {\displaystyle {\tfrac {1}{2}}}, entstehen die orientierten Flächen {\displaystyle \Delta _{1},\Delta _{2},\Delta _{3}} der Teildreiecke {\displaystyle X_{2}X_{3}S}, {\displaystyle X_{3}X_{1}S}, {\displaystyle X_{1}X_{2}S} (siehe auch den nächsten Abschnitt Beziehung zu trilineare Koordinaten). Damit gilt:
(BF3){\displaystyle \qquad (m_{1}:m_{2}:m_{3})=(\Delta _{1}:\Delta _{2}:\Delta _{3})}
Aussage (BF3) ist der Lehrsatz in §23, S. 26, des Buches von Möbius.
Spezialfall: Koordinatendreieck:
Für das spezielle rechtwinklige Dreieck {\displaystyle \;X_{3}=(0,0),X_{1}=(1,0),X_{2}=(0,1)\;} als Bezugsdreieck hat ein Punkt {\displaystyle (x,y)} die einfachen baryzentrischen Koordinaten {\displaystyle (x:y:1-x-y)}.

### Geraden, Schnittpunkte, Parallelität

In den Punkten befinden sich die Massen.
Die lilafarbigen parallelen Geraden haben die jeweils angegebenen Gleichungen. Ihr gemeinsamer Fernpunkt hat die Koordinaten
Die Koordinaten der Rasterpunkte sind normiert.

- Die Ecken des Dreiecks haben die homogenen Koordinaten

{\displaystyle X_{1}=(1\!:\!0\!:\!0),\;X_{2}=(0\!:\!1\!:\!0),\;X_{3}=(0\!:\!0\!:\!1)\;}.
- Die Gerade durch die Punkte {\displaystyle X_{1},X_{2}} wird durch die Gleichung {\displaystyle m_{3}=0} beschrieben und hat den Fernpunkt {\displaystyle (-1:1:0)}. …
- Die Ferngerade ist durch die Gleichung {\displaystyle \;m_{1}+m_{2}+m_{3}=0\;} festgelegt.
- Eine beliebige Gerade wird durch eine Gleichung {\displaystyle \;am_{1}+bm_{2}+cm_{3}=0\;} beschrieben (s. homogene Koordinaten).
- Drei Geraden

{\displaystyle a_{1}m_{1}+b_{1}m_{2}+c_{1}m_{3}=0,}
{\displaystyle a_{2}m_{1}+b_{2}m_{2}+c_{2}m_{3}=0,}
{\displaystyle a_{3}m_{1}+b_{3}m_{2}+c_{3}m_{3}=0}
haben einen Punkt gemeinsam, wenn
{\displaystyle \qquad \quad \left|{\begin{matrix}a_{1}&b_{1}&c_{1}\\a_{2}&b_{2}&c_{2}\\a_{3}&b_{3}&c_{3}\end{matrix}}\right|=0}.
- Zwei Geraden {\displaystyle \;a_{1}m_{1}+b_{1}m_{2}+c_{1}m_{3}=0,\;a_{2}m_{1}+b_{2}m_{2}+c_{2}m_{3}=0\;} sind parallel, wenn sie sich auf der Ferngerade schneiden, d. h., wenn

{\displaystyle \qquad \quad \left|{\begin{matrix}a_{1}&b_{1}&c_{1}\\a_{2}&b_{2}&c_{2}\\1&1&1\end{matrix}}\right|=0}.
- Drei Punkte {\displaystyle (m_{1}:m_{2}:m_{3})}, {\displaystyle (m'_{1}:m'_{2}:m'_{3})} und {\displaystyle (m''_{1}:m''_{2}:m''_{3})} liegen genau dann auf einer Geraden, wenn

{\displaystyle \qquad \quad \left|{\begin{matrix}m_{1}&m_{2}&m_{3}\\m'_{1}&m'_{2}&m'_{3}\\m''_{1}&m''_{2}&m''_{3}\end{matrix}}\right|=0.}
- Hieraus ergibt sich die Gleichung {\displaystyle \;am_{1}+bm_{2}+cm_{3}=0\;} einer Gerade durch zwei vorgegebene Punkte {\displaystyle (u_{1}:u_{2}:u_{3}),(v_{1}:v_{2}:v_{3})} in Determinantenform:

{\displaystyle \qquad \quad \left|{\begin{matrix}m_{1}&m_{2}&m_{3}\\u_{1}&u_{2}&u_{3}\\v_{1}&v_{2}&v_{3}\end{matrix}}\right|=0}

### Beziehung zu trilinearen Koordinaten

Grundseite und Höhe eines Teildreiecks

Für die Flächen {\displaystyle \Delta _{1},\Delta _{2},\Delta _{3}} der Teildreiecke in (BF3) gilt {\displaystyle \Delta _{i}={\frac {1}{2}}s_{i}d_{i}}, wobei {\displaystyle s_{i},d_{i}} die Grundseiten (Seiten des Dreiecks) und die Höhen der Teildreiecke sind (siehe Bild). Also gilt
(BT3) {\displaystyle \ (m_{1}:m_{2}:m_{3})=(s_{1}d_{1}:s_{2}d_{2}:s_{3}d_{3})\ ,}
Die Beziehung (BT3) zeigt den einfachen Zusammenhang der baryzentrischen Koordinaten mit den trilinearen Koordinaten {\displaystyle (d_{1}:d_{2}:d_{3})} eines Punktes. Für ein gleichseitiges Dreieck sind die baryzentrischen und trilinearen Koordinaten gleich. Die Ferngerade hat in baryzentrischen Koordinaten die Gleichung {\displaystyle \;m_{1}+m_{2}+m_{3}=0\;}. In trilinearen Koordinaten ist die Gleichung noch von den Seitenlängen {\displaystyle s_{i}} des Dreiecks abhängig: {\displaystyle \;s_{1}d_{1}+s_{2}d_{2}+s_{3}d_{3}=0\;.}

### Besondere Punkte, Eulergerade

Umkreismittelpunkt

Höhenschnittpunkt

Spieker-Punkt eines Dreiecks

geometrischer Schwerpunkt
{\displaystyle S} ist der geometrische Schwerpunkt, wenn alle Massen gleich sind. Seine baryzentrischen Koordinaten sind also {\displaystyle \;(1:1:1)\;.} Wegen (BF3) und {\displaystyle \Delta ={\tfrac {1}{2}}s_{i}h_{i}\;,\;\Delta _{i}={\tfrac {1}{2}}s_{i}d_{i}} gilt
{\displaystyle \quad \Delta _{i}={\frac {1}{3}}\Delta \quad } und {\displaystyle \quad d_{i}={\frac {1}{3}}h_{i}\;.}
(Siehe hierzu auch Geometrischer Schwerpunkt.)
Parameterdarstellung einer Gerade
Eine Gerade durch zwei Punkte {\displaystyle A=(a_{1}:a_{2}:a_{3}),B=(b_{1}:b_{2}:b_{3})} hat für Punkte {\displaystyle \neq B} die Darstellung
{\displaystyle X(t)={\big (}a_{1}+tb_{1}:a_{2}+tb_{2}:a_{3}+tb_{3}{\big )}\ ,\ t\in \mathbb {R} \;.}
Projektion auf eine Seite

Projektion eines Punktes auf die Seite gegenüber einer Ecke

Projiziert man einen Punkt {\displaystyle P=(\mu _{1}:\mu _{2}:\mu _{3})} von der Ecke {\displaystyle X_{3}=(0:0:1)} aus auf die gegenüberliegende Seite (die Gerade hat die Gleichung {\displaystyle m_{3}=0}), so erhält man den Punkt {\displaystyle Y_{3}=(\mu _{1}:\mu _{2}:0)} (siehe Bild). Sind die Koordinaten von {\displaystyle P} normiert, teilt {\displaystyle P} die Strecke {\displaystyle X_{3}Y_{3}} im Verhältnis {\displaystyle (1-\mu _{3}):\mu _{3}}.
Ist z. B. der Punkt der geometrische Schwerpunkt {\displaystyle S}, so wird er auf die Seitenmitte {\displaystyle S_{3}} projiziert und teilt die Strecke {\displaystyle X_{3}S_{3}} im Verhältnis {\displaystyle 2:1}.
Entsprechendes gilt für die Projektionen von den anderen Ecken aus.
Inkreismittelpunkt, Ankreismittelpunkte

Zu Inkreismittelpunkt und Ankreismittelpunkte:
Die Flächeninhalte der Dreiecke und haben verschiedene Vorzeichen

Für den Inkreis des Dreiecks gilt {\displaystyle d_{i}=r} (Inkreisradius) und damit (s. (BT3)) hat der Inkreismittelpunkt die baryzentrischen Koordinaten {\displaystyle (s_{1}:s_{2}:s_{3})} und wegen {\displaystyle \;\Delta =\Delta _{1}+\Delta _{2}+\Delta _{3}={\tfrac {1}{2}}(s_{1}+s_{2}+s_{3})r\;} gilt {\displaystyle \;r={\tfrac {2\Delta }{s_{1}+s_{2}+s_{3}}}\;.} Mit Hilfe des Sinussatzes ergibt sich für den Inkreismittelpunkt auch eine Darstellung mit den Winkeln:
{\displaystyle I=(s_{1}:s_{2}:s_{3})=(\sin \varphi _{1}:\sin \varphi _{2}:\sin \varphi _{3})\;,}
wobei {\displaystyle \varphi _{i}} der Winkel bei {\displaystyle X_{i}} ist.
Die Winkelhalbierende der Ecke {\displaystyle X_{3}} (Gerade {\displaystyle X_{3}I}) hat die Gleichung
{\displaystyle s_{2}m_{1}-s_{1}m_{2}=0\ .}
Sie schneidet die Seite {\displaystyle X_{1}X_{2}} (Gleichung {\displaystyle m_{3}=0}) im Punkt {\displaystyle I_{3}=(s_{1}:s_{2}:0)}. ({\displaystyle I_{3}} kann auch als Projektion von {\displaystyle I} auf die Seite {\displaystyle X_{1}X_{2}} angesehen werden.) Wegen (B2) gilt:
{\displaystyle |X_{1}I_{3}|:|X_{2}I_{3}|=s_{2}:s_{1}\ .} Analog für die anderen Winkelhalbierenden.
Dies ist der Winkelhalbierendensatz für das Dreieck {\displaystyle X_{1}X_{2}X_{3}} .
Da die Dreiecksflächen orientiert sind, kann {\displaystyle \Delta _{i}} und damit auch {\displaystyle d_{i}} negative Werte annehmen, jenachdem, ob {\displaystyle P} auf derselben Seite der zu {\displaystyle s_{i}} gehörigen Dreiecksseite liegt wie die Ecke {\displaystyle X_{i}} oder nicht. Beim Inkreismittelpunkt haben alle {\displaystyle d_{i}} dasselbe Vorzeichen. Bei einem Ankreismittelpunkt haben (wie beim Inkreismittelpunkt) alle Abstände die Länge des Ankreisradius, aber einer der Abstände hat ein von den beiden anderen verschiedenes Vorzeichen. Damit ergeben sich die baryzentrischen Darstellungen der Ankreismittelpunkte:
{\displaystyle A_{1}=(-s_{1}:s_{2}:s_{3}),\quad A_{2}=(s_{1}:-s_{2}:s_{3}),\quad A_{3}=(s_{1}:s_{2}:-s_{3})\ .}
Analog zum Inkreisradius ergibt sich für die Ankreisradien:
{\displaystyle r_{1}={\frac {2\Delta }{-s_{1}+s_{2}+s_{3}}},\quad r_{2}={\frac {2\Delta }{s_{1}-s_{2}+s_{3}}},\quad r_{3}={\frac {2\Delta }{s_{1}+s_{2}-s_{3}}}\ .}
Nagelpunkt

Nagel-Punkt. Er liegt mit dem geometrischen Schwerpunkt und dem Inkreismittelpunkt auf einer Gerade. teilt die Strecke im Verhältnis 2:1

Aus der Beschreibung der Lage der Berührpunkte der Ankreise auf den Dreiecksseiten erkennt man ihre baryzentrische Darstellung:
{\displaystyle B_{1}=(0:s_{1}-s_{2}+s_{3}:s_{1}+s_{2}-s_{3}),}
{\displaystyle B_{2}=(-s_{1}+s_{2}+s_{3}:0:s_{1}+s_{2}-s_{3}),}
{\displaystyle B_{3}=(-s_{1}+s_{2}+s_{3}:s_{1}-s_{2}+s_{3}:0)\ .}
{\displaystyle B_{i}} ist offensichtlich die Projektion (siehe oben) des Punktes
{\displaystyle N=(-s_{1}+s_{2}+s_{3}:s_{1}-s_{2}+s_{3}:s_{1}+s_{2}-s_{3})}
von der Ecke {\displaystyle X_{i}} aus auf die gegenüberliegende Seite. D. h.:
Die drei Geraden {\displaystyle {\overline {X_{1}B_{1}}},{\overline {X_{2}B_{2}}},{\overline {X_{3}B_{3}}}} schneiden sich im Punkt {\displaystyle N}, dem Nagel-Punkt.
Die Matrix
{\displaystyle {\begin{pmatrix}0&1&1\\1&0&1\\1&1&0\end{pmatrix}}}
beschreibt (in baryzentrischen Koordinaten) die zentrische Streckung am geometrischen Schwerpunkt {\displaystyle S} mit dem Faktor {\displaystyle -{\tfrac {1}{2}}} (siehe Abschnitt Steiner-Ellipse, Steiner-Inellipse). Bildet man {\displaystyle N} damit ab, erhält man den Inkreismittelpunkt {\displaystyle I}. Dies zeigt:
Die Punkte {\displaystyle N,S,I} liegen auf einer Gerade durch {\displaystyle S} und {\displaystyle S} teilt die Strecke {\displaystyle NI} im Verhältnis 2:1.
Umkreismittelpunkt
Der Umkreismittelpunkt {\displaystyle U} hat zu den Ecken den gleichen Abstand {\displaystyle R}, den Umkreisradius. Der Winkel bei {\displaystyle U} im Teildreieck {\displaystyle X_{1},X_{2},U} ist wegen des Kreiswinkelsatzes doppelt so groß wie der Winkel {\displaystyle \varphi _{3}} bei {\displaystyle X_{3}}. Also ist die Fläche {\displaystyle \Delta _{3}={\tfrac {1}{2}}R^{2}\sin 2\varphi _{3}}. Entsprechendes gilt für {\displaystyle \Delta _{1},\Delta _{2}}. Damit sind die baryzentrischen Koordinaten des Umkreismittelpunktes
{\displaystyle (\sin 2\varphi _{1}:\sin 2\varphi _{2}:\sin 2\varphi _{3})\ .}
Aus {\displaystyle \;\sin 2\varphi _{i}=2\sin \varphi _{i}\cos \varphi _{i},\;\sin \varphi _{i}={\tfrac {s_{i}}{2R}}\;} und den Kosinussätzen für die drei Winkel ergibt sich die winkelfreie Darstellung
{\displaystyle {\big (}s_{1}^{2}(-s_{1}^{2}+s_{2}^{2}+s_{3}^{2}):s_{2}^{2}(s_{1}^{2}-s_{2}^{2}+s_{3}^{2}):s_{3}^{2}(s_{1}^{2}+s_{2}^{2}-s_{3}^{2}){\big )}\ .}
Höhenschnittpunkt
Ist {\displaystyle H=(m_{1}:m_{2}:m_{3})} der Höhenschnittpunkt, so ist {\displaystyle P_{3}=(m_{1}:m_{2}:0)} der Fußpunkt der Höhe {\displaystyle h_{3}} (siehe Bild) und es gilt
{\displaystyle \;\tan \varphi _{1}={\tfrac {h_{3}}{|P_{3}X_{1}|}},\;\tan \varphi _{2}={\tfrac {h_{3}}{|P_{3}X_{2}|}}\;}
Wegen (B2) ist {\displaystyle \;\tan \varphi _{1}:\tan \varphi _{2}=|P_{3}X_{2}|:|P_{3}X_{1}|=m_{1}:m_{2}\;.} Analog ergeben sich die anderen Verhältnisse. Damit hat der Höhenschnittpunkt die baryzentrischen Koordinaten
{\displaystyle (\tan \varphi _{1}:\tan \varphi _{2}:\tan \varphi _{3})\ .}
Falls ein Winkel {\displaystyle 90^{\circ }} ist, z. B. {\displaystyle \varphi _{3}=90^{\circ }}, so ist {\displaystyle H=X_{3}}.
Spieker-Punkt
Belegt man die Seiten {\displaystyle X_{2}X_{3},X_{3}X_{1},X_{1}X_{2}} eines Dreiecks {\displaystyle X_{1}X_{2}X_{3}} gleichmäßig mit Masse, so nennt man den zugehörigen Kantenschwerpunkt Spieker-Punkt. (Ecken- und Flächenschwerpunkt eines Dreiecks sind identisch: der Schnittpunkt der Seitenhalbierenden.) Denkt man sich die Masse einer Seite in ihrem Schwerpunkt, dem Mittelpunkt {\displaystyle M_{i}} konzentriert, so ist der Spieker-Punkt {\displaystyle {\mathcal {S}}=(x_{s},y_{s})} der Schwerpunkt des Dreiecks {\displaystyle M_{1}M_{2}M_{3}} mit den Seitenlängen {\displaystyle s_{1},s_{2},s_{3}} als Massenbelegungen in den Ecken. Aus {\displaystyle M_{1}=({\tfrac {x_{2}+x_{3}}{2}},{\tfrac {y_{2}+y_{3}}{2}}),\dots } und (S3) folgt:
{\displaystyle x_{s}={\frac {s_{1}{\frac {x_{2}+x_{3}}{2}}+s_{2}{\frac {x_{1}+x_{3}}{2}}+s_{3}{\frac {x_{1}+x_{2}}{2}}}{s_{1}+s_{2}+s_{3}}}}
{\displaystyle \quad ={\frac {(s_{2}+s_{3})x_{1}+(s_{1}+s_{3})x_{2}+(s_{1}+s_{2})x_{3}}{2(s_{1}+s_{2}+s_{3})}}\ .}
Analog ergibt sich die y-Koordinate.

Spieker-Punkt als Mittelpunkt des Inkreises des Dreiecks

Hieraus erkennt man die baryzentrischen Koordinaten des Spieker-Punktes:
{\displaystyle {\mathcal {S}}=(s_{2}+s_{3}:s_{1}+s_{3}:s_{1}+s_{2})\ .}
Bedeutung von {\displaystyle {\mathcal {S}}} für das Dreieck {\displaystyle M_{1}M_{2}M_{3}}:

Aus den obigen Überlegungen (Masse {\displaystyle s_{i}} im Punkt {\displaystyle M_{i}}) folgt direkt die baryzentrische Darstellung von {\displaystyle {\mathcal {S}}} bezüglich des (grünen) Dreiecks {\displaystyle M_{1}M_{2}M_{3}}:
{\displaystyle {\mathcal {S}}=(s_{1}:s_{2}:s_{3})_{M}={\big (}{\tfrac {s_{1}}{2}}:{\tfrac {s_{2}}{2}}:{\tfrac {s_{3}}{2}}{\big )}_{M}}
Da {\displaystyle {\tfrac {s_{i}}{2}}} die Länge der dem Punkt {\displaystyle M_{i}} gegenüberliegenden (grünen) Seite ist, ist {\displaystyle {\mathcal {S}}} der Inkreismittelpunkt = Schnittpunkt der Winkelhalbierenden des Dreiecks {\displaystyle M_{1}M_{2}M_{3}} (siehe oben). Diese Eigenschaft liefert die Möglichkeit den Punkt {\displaystyle {\mathcal {S}}} zeichnerisch zu bestimmen.
Eulergerade

Eulergerade eines Dreiecks

Der geometrische Schwerpunkt {\displaystyle S}, der Umkreismittelpunkt {\displaystyle U} und der Höhenschnittpunkt {\displaystyle H} liegen auf einer Gerade, der Eulergerade. Denn, führt man am Punkt {\displaystyle S} eine zentrische Streckung mit Streckfaktor {\displaystyle -{\tfrac {1}{2}}} durch, wird jede Ecke auf den Mittelpunkt der ihr gegenüberliegenden Seite abgebildet ({\displaystyle S} teilt jede Seitenhalbierende im Verhältnis 2:1) und die Höhen werden auf die Mittelsenkrechten abgebildet. Also geht {\displaystyle H} in {\displaystyle U} über und beide Punkte liegen auf einer gemeinsamen Gerade durch {\displaystyle S}. Der Umkreis geht dabei in den Kreis durch die Seitenmitten, den Feuerbachkreis, über, dessen Mittelpunkt (Bild von {\displaystyle U}) also auch auf der Eulergerade liegt.
Die Gleichung der Eulergerade in baryzentrischen Koordinaten ist (s. oben)
{\displaystyle \ \left|{\begin{matrix}m_{1}&m_{2}&m_{3}\\1&1&1\\\sin 2\varphi _{1}&\sin 2\varphi _{2}&\sin 2\varphi _{3}\end{matrix}}\right|=}
{\displaystyle \ m_{1}(\sin 2\varphi _{3}-\sin 2\varphi _{2})+m_{2}(\sin 2\varphi _{1}-\sin 2\varphi _{3})+m_{3}(\sin 2\varphi _{2}-\sin 2\varphi _{1})=0\ }
oder unter Verwendung von Punkt {\displaystyle H}:
{\displaystyle \ m_{1}(\tan \varphi _{3}-\tan \varphi _{2})+m_{2}(\tan \varphi _{1}-\tan \varphi _{3})+m_{3}(\tan \varphi _{2}-\tan \varphi _{1})=0\ .}
Gleichseitige Dreiecke besitzen keine Eulergerade, da {\displaystyle S=H=U} ist.
Ist das Dreieck gleichschenklig, aber nicht gleichseitig, z. B. {\displaystyle \varphi _{1}=\varphi _{2}}, so hat die Eulergerade die Gleichung {\displaystyle \;m_{1}-m_{2}=0\;} und ist gleich der Seitenhalbierenden durch {\displaystyle X_{3}}. Sie enthält dann auch den Inkreismittelpunkt.
Ist das Dreieck rechtwinklig, z. B. {\displaystyle \varphi _{3}=90^{\circ }}, so ist {\displaystyle \varphi _{2}=90^{\circ }-\varphi _{1}\;\to \;\sin 2\varphi _{2}=\sin 2\varphi _{1}} und die Eulergerade hat die Gleichung {\displaystyle \;m_{1}-m_{2}=0\;} und ist die Seitenhalbierende zur Hypotenuse.

### Satz von Ceva

Satz von Ceva
Ist P ein Punkt innerhalb des Dreiecks {\displaystyle X_{1},X_{2},X_{3}} und {\displaystyle P_{i}} der Schnittpunkt der Gerade {\displaystyle {\overline {PX_{i}}}} mit der Seite {\displaystyle X_{j}X_{k}} (siehe Bild), so gilt
{\displaystyle {\frac {|X_{2}P_{1}|}{|X_{3}P_{1}|}}\cdot {\frac {|X_{3}P_{2}|}{|X_{1}P_{2}|}}\cdot {\frac {|X_{1}P_{3}|}{|X_{2}P_{3}|}}=1\;.}
Beweis
Mit den Punkten in baryzentrischen Koordinaten:
{\displaystyle X_{1}=(1:0:0),\;X_{2}=(0:1:0),\;X_{3}=(0:0:1)}
{\displaystyle P=(m_{1}:m_{2}:m_{3})}
ist {\displaystyle P_{1}=(0:m_{2}:m_{3})} (siehe Besondere Punkte). Aus B2 erhält man {\displaystyle |X_{2}P_{1}|:|X_{3}P_{1}|=m_{3}:m_{2}\;.} Führt man diese Überlegungen auch für die Punkte {\displaystyle P_{2},P_{3}} durch, ergibt sich
{\displaystyle {\frac {|X_{2}P_{1}|}{|X_{3}P_{1}|}}\cdot {\frac {|X_{3}P_{2}|}{|X_{1}P_{2}|}}\cdot {\frac {|X_{1}P_{3}|}{|X_{2}P_{3}|}}={\frac {m_{3}}{m_{2}}}\cdot {\frac {m_{1}}{m_{3}}}\cdot {\frac {m_{2}}{m_{1}}}=1\;.}

### Steiner-Ellipse, Steiner-Inellipse
Die eindeutig bestimmte Ellipse durch die Ecken des (beliebigen) Dreiecks {\displaystyle X_{1},X_{2},X_{3}}, deren Mittelpunkt der geometrische Schwerpunkt {\displaystyle S} ist, heißt Steiner-Ellipse. In baryzentrischen Koordinaten wird sie durch die Gleichung
(SE){\displaystyle \quad m_{1}m_{2}+m_{2}m_{3}+m_{3}m_{1}=0}
beschrieben.

Steiner-Ellipse

Man prüft leicht nach, dass die sechs Punkte
{\displaystyle X_{1}=(1:0:0),\ X_{2}=(0:1:0),\ \ X_{3}=(0:0:1),}
{\displaystyle Y_{1}=(-1:2:2),Y_{2}=(2:-1:2),Y_{3}=(2:2:-1)\;}
die Gleichung (SE) erfüllen und, dass der Schwerpunkt {\displaystyle S=(1:1:1)} der Mittelpunkt (siehe Abschnitt Definition) der Paare {\displaystyle X_{i},Y_{i}} ist. Die Gleichung (SE) muss also einen nicht ausgearteten Kegelschnitt {\displaystyle {\mathcal {k}}} (Ellipse oder Hyperbel oder Parabel) beschreiben. Da aus den Gleichungen
{\displaystyle m_{1}m_{2}+m_{2}m_{3}+m_{3}m_{1}=0,\quad m_{1}+m_{2}+m_{3}=0\quad } der Widerspruch
{\displaystyle 0=(m_{1}+m_{2}+m_{3})^{2}}
{\displaystyle \ =m_{1}^{2}+m_{2}^{2}+m_{3}^{2}+2(m_{1}m_{2}+m_{2}m_{3}+m_{3}m_{1})}
{\displaystyle \ =m_{1}^{2}+m_{2}^{2}+m_{3}^{2}\neq 0\ .}
folgt, hat {\displaystyle {\mathcal {k}}} mit der Ferngerade keinen Punkt gemeinsam, d. h. {\displaystyle {\mathcal {k}}} ist eine Ellipse.
Die Spiegelung am Punkt {\displaystyle S} lässt das Sechseck {\displaystyle X_{1}X_{2}X_{3}Y_{1}Y_{2}Y_{3}} und damit auch die Ellipse invariant (Eine Ellipse ist durch 5 ihrer Punkte eindeutig bestimmt). Also ist der Symmetriepunkt {\displaystyle S} der Mittelpunkt der Ellipse.
Da der Mittelpunkt {\displaystyle M_{3}} der Sehne {\displaystyle X_{1}X_{2}} auf dem Durchmesser {\displaystyle X_{3}Y_{3}} liegt, muss die Tangente in {\displaystyle X_{3}} parallel zu {\displaystyle X_{1}X_{2}} sein (siehe Ellipse).
Sie hat die Gleichung {\displaystyle m_{1}+m_{2}=0}. Schneidet man die Parallele zur Tangente durch den Mittelpunkt {\displaystyle S} (sie hat die Gleichung {\displaystyle m_{1}+m_{2}-2m_{3}=0}) mit der Ellipse (SE) erhält man die zwei zu {\displaystyle X_{3}} konjugierten Punkte (siehe Steiner-Ellipse)
{\displaystyle D_{3}=(1-{\sqrt {3}}:1+{\sqrt {3}}:1),\quad D'_{3}=(1+{\sqrt {3}}:1-{\sqrt {3}}:1)\ .}
Entsprechendes gilt für die Tangenten in den anderen Ecken.

Steiner-Inellipse (grün)

Bildet man die Steiner-Ellipse mit der zentrischen Streckung {\displaystyle \sigma } an ihrem Mittelpunkt {\displaystyle S} mit Faktor {\displaystyle -{\tfrac {1}{2}}} ab, erhält man also eine Ellipse mit demselben Mittelpunkt {\displaystyle S}, die die Dreiecksseiten in deren Mittelpunkten berührt. Dies ist die Steiner-Inellipse des Dreiecks. Wegen {\displaystyle \;M_{1}=(0:1:1),\;M_{2}=(1:0:1),\;M_{3}=(1:1:0)\;} ist die Abbildungsmatrix von {\displaystyle \sigma }
{\displaystyle {\begin{pmatrix}0&1&1\\1&0&1\\1&1&0\end{pmatrix}}\ .}
Transformiert man die Gleichung (SE) der Steiner-Ellipse mit dieser Matrix, ergibt sich die Gleichung der Steiner-Inellipse in baryzentrischen Koordinaten:
(SIE){\displaystyle \quad m_{1}^{2}+m_{2}^{2}+m_{3}^{2}-2(m_{1}m_{2}+m_{2}m_{3}+m_{3}m_{1})=0\ .}
3d-Darstellungen

Steiner-Ellipsen als Kegel in (homogenen) baryzentrischen Koordinaten und in normierten baryzentrischen Koordinaten als Kreise in der Ebene

1) Die durch die Gleichung (SE) definierte Quadrik {\displaystyle {\mathcal {Q}}_{1}} im {\displaystyle \mathbb {R} ^{3}} mit (wie üblich) orthogonalen Koordinatenachsen ist ein gerader Kreiskegel mit dem Nullpunkt als Spitze, der die Koordinatenachsen enthält und die Gerade {\displaystyle t(1,1,1)^{T}} als Achse besitzt. Denn für die Schnittkurve der Ebene {\displaystyle m_{1}+m_{2}+m_{3}=1} und der Quadrik mit der Gleichung (SE) gilt
{\displaystyle 1=(m_{1}+m_{2}+m_{3})^{2}}
{\displaystyle \ =m_{1}^{2}+m_{2}^{2}+m_{3}^{2}+2(m_{1}m_{2}+m_{2}m_{3}+m_{3}m_{1})}
{\displaystyle \ =m_{1}^{2}+m_{2}^{2}+m_{3}^{2}\ .}
D.h.: die Schnittkurve ist auch ein ebener Schnitt der Einheitskugel und damit ein Kreis (im Bild lila).
2) Analoge Überlegungen für die durch die Gleichung (SIE) definierte Quadrik {\displaystyle {\mathcal {Q}}_{2}} zeigen: {\displaystyle {\mathcal {Q}}_{2}} ist auch ein gerader Kreiskegel mit dem Nullpunkt als Spitze und der Gerade {\displaystyle t(1,1,1)^{T}} als Achse. Der Basiskreis ist der Schnitt der Ebene {\displaystyle m_{1}+m_{2}+m_{3}=1} mit der kleineren Kugel {\displaystyle m_{1}^{2}+m_{2}^{2}+m_{3}^{2}={\tfrac {1}{2}}} (im Bild grün). Schneidet man den Kegel {\displaystyle {\mathcal {Q}}_{2}} mit der Koordinatenebene {\displaystyle m_{1}=0}, ergibt sich die Ursprungsgerade {\displaystyle t(0,1,1)^{T}}, d. h. der Kegel berührt die Koordinatenebene. Dies gilt auch für die anderen Koordinatenebenen.
3) In normierten baryzentrischen Koordinaten (d. h. in der Ebene {\displaystyle m_{1}+m_{2}+m_{3}=1}) erscheint das gegebene Dreieck gleichseitig und die Steiner-Ellipsen sind dessen Umkreis und Inkreis.
4) Setzt man keine orthogonalen Koordinaten des {\displaystyle \mathbb {R} ^{3}} voraus, gilt nur: Die Kegel sind elliptisch, das Dreieck ist allgemein und die Kreise sind Ellipsen. Inzidenzen und Berührbeziehungen bleiben erhalten.
5) Wählt man, wie bei nicht baryzentrischen homogenen Koordinaten üblich, die Ursprungsebene {\displaystyle m_{3}=0} als Ferngerade und setzt {\displaystyle x={\tfrac {m_{1}}{m_{3}}},y={\tfrac {m_{2}}{m_{3}}}}, so beschreibt die Gleichung (SE) im affinen Bereich ({\displaystyle m_{3}\neq 0}) die Hyperbel {\displaystyle y={\tfrac {1}{x+1}}-1}. In diesem Fall sind die Punkte {\displaystyle (1:0:0),(0:1:0)} Fernpunkte und zwar die Fernpunkte der Asymptoten. Im {\displaystyle \mathbb {R} ^{3}} kann man sich die Hyperbel als Schnittkurve des Kegels {\displaystyle {\mathcal {Q}}_{1}} mit der Ebene {\displaystyle m_{3}=1} vorstellen.
6) Siehe hierzu auch: Inellipse.

## Im Raum (n=4, Tetraeder)

### Berechnung und Eigenschaften
Im 3-dimensionalen Raum ist ein Simplex ein Tetraeder mit den Ecken {\displaystyle \mathbf {x} _{1},\mathbf {x} _{2},\mathbf {x} _{3},\mathbf {x} _{4}}. Um die baryzentrischen Koordinaten eines Punktes {\displaystyle \mathbf {p} } bezgl. des gegebenen Tetraeders zu bestimmen, muss man, analog dem 2-dimensionalen Fall (Dreieck), das homogene lineare Gleichungssystem (siehe Abschnitt Definition)
(G'4){\displaystyle \quad a_{1}(\mathbf {x} _{1}-\mathbf {p} )+a_{2}(\mathbf {x} _{2}-\mathbf {p} )+a_{3}(\mathbf {x} _{3}-\mathbf {p} )+a_{4}(\mathbf {x} _{4}-\mathbf {p} )=0}
für {\displaystyle a_{1},a_{2},a_{3},a_{4}} lösen. Wie im ebenen Fall fügt man hier auch die Normierungsgleichung {\displaystyle a_{1}+a_{2}+a_{3}+a_{4}=1} hinzu und löst das LGS mit Hilfe der Cramerschen Regel. Mit den Abkürzungen
{\displaystyle V_{1}={\frac {1}{6}}\det(\mathbf {x} _{2}-\mathbf {p} ,\mathbf {x} _{3}-\mathbf {p} ,\mathbf {x} _{4}-\mathbf {p} ),\quad V_{2}={\frac {1}{6}}\det(\mathbf {x} _{3}-\mathbf {p} ,\mathbf {x} _{4}-\mathbf {p} ,\mathbf {x} _{1}-\mathbf {p} ),}
{\displaystyle V_{3}={\frac {1}{6}}\det(\mathbf {x} _{4}-\mathbf {p} ,\mathbf {x} _{1}-\mathbf {p} ,\mathbf {x} _{2}-\mathbf {p} ),\quad V_{4}={\frac {1}{6}}\det(\mathbf {x} _{1}-\mathbf {p} ,\mathbf {x} _{2}-\mathbf {p} ,\mathbf {x} _{3}-\mathbf {p} )}

Baryzentrische Koordinaten bezgl. eines Tetraeders (im Raum)

erhält man für die baryzentrischen Koordinaten von {\displaystyle \mathbf {p} }:
(BV4) {\displaystyle \ (a_{1}:a_{2}:a_{3}:a_{4})=(V_{1}:V_{2}:V_{3}:V_{4})}
Dabei ist {\displaystyle V_{i}} das Volumen des Teiltetraeders, der aus dem gegebenen Tetraeder entsteht, indem man {\displaystyle \mathbf {x} _{i}} durch {\displaystyle \mathbf {p} } ersetzt (s. Bild).
Aussage (BV4) ist der Lehrsatz in §25, S. 28, des Buches von Möbius.
Ist {\displaystyle \Delta _{i}} die Grundfläche (Seitenfläche des Tetraeders) und {\displaystyle d_{i}} die Höhe des {\displaystyle i}-ten Teiltetraeders, so gilt {\displaystyle V_{i}={\tfrac {1}{3}}\Delta _{i}d_{i}} und
- {\displaystyle (a_{1}:a_{2}:a_{3}:a_{4})=(\Delta _{1}d_{1}:\Delta _{2}d_{2}:\Delta _{3}d_{3}:\Delta _{4}d_{4})\ .}

### Besondere Punkte
Geometrischer Schwerpunkt
Der geometrische Schwerpunkt hat die baryzentrischen Koordinaten {\displaystyle (1:1:1:1)}. Damit ist
{\displaystyle V_{i}={\frac {1}{3}}\Delta _{i}d_{i}={\frac {1}{4}}V={\frac {1}{4}}{\frac {1}{3}}\Delta _{i}h_{i}\;,}
wobei {\displaystyle V} das Volumen des gegebenen Tetraeders und {\displaystyle h_{i}} die Höhe des {\displaystyle i}-ten Punktes über dem {\displaystyle i}-ten Seitendreieck (s. Bild) ist. Also gilt:
{\displaystyle d_{i}={\frac {h_{i}}{4}}}
(Vergleiche die entsprechende Aussage im ebenen Fall.)
Inkugelmittelpunkt
Für den Mittelpunkt der Inkugel ist {\displaystyle d_{i}=r} (Radius der Inkugel) und damit
{\displaystyle (a_{1}:a_{2}:a_{3}:a_{4})=(\Delta _{1}:\Delta _{2}:\Delta _{3}:\Delta _{4})\ } und
{\displaystyle r={\frac {3V}{\Delta _{1}+\Delta _{2}+\Delta _{3}+\Delta _{4}}}\;,}
wobei {\displaystyle V=V_{1}+V_{2}+V_{3}+V_{4}} das Volumen des gegebenen Tetraeders ist.
Projektion eines Punktes auf eine Koordinatenebene
Analog zum ebenen Fall (siehe oben) ist die Projektion eines Punktes {\displaystyle P=(\alpha _{1}:\alpha _{2}:\alpha _{3}:\alpha _{4})} von
{\displaystyle X_{1}=(1:0:0:0)} aus auf die gegenüber liegende Ebene durch {\displaystyle X_{2},X_{3},X_{4}} (sie hat die Gleichung {\displaystyle a_{1}=0})
der Punkt {\displaystyle \;Y_{1}=(0:\alpha _{2}:\alpha _{3}:\alpha _{4})\;}. Falls die Koordinaten von {\displaystyle P} normiert sind, teilt {\displaystyle P} die Strecke {\displaystyle X_{1}Y_{1}} im Verhältnis {\displaystyle (1-\alpha _{1}):\alpha _{1}}. Entsprechendes gilt für die anderen 3 Projektionen.

### Satz von Commandino

Schwerpunkt des Tetraeders,
- Schwerpunkte der Dreiecke

Projiziert man den geometrischen Schwerpunkt {\displaystyle S=(1:1:1:1)} von {\displaystyle X_{1}=(1:0:0:0)} aus auf die gegenüberliegende Ebene mit der Gleichung {\displaystyle a_{1}=0}, erhält man den Schwerpunkt {\displaystyle S_{1}=(0:1:1:1)} des Dreiecks {\displaystyle X_{2}X_{3}X_{4}}. Entsprechendes gilt für die anderen Projektionen von {\displaystyle S}. Also gilt (siehe den vorigen Abschnitt):
Die Gerade durch die Ecke {\displaystyle X_{i}} und den geometrischen Schwerpunkt {\displaystyle S} des Tetraeders schneidet die gegenüberliegende Dreiecksebene im Schwerpunkt {\displaystyle S_{i}} des Dreiecks. Dabei teilt {\displaystyle S} die Strecke {\displaystyle X_{i}S_{i}} im Verhältnis {\displaystyle 3:1}.
Dies ist der Satz von Commandino.

### Hyperboloid durch die Punkte eines Tetraeders

Tetraeder auf einem einschaligen Hyperboloid

Hyperbolisches Paraboloid (affiner Teil eines projektiven einschaligen Hyperboloids) durch die Ecken eines Tetraeders mit Punkten auf den Koordinatenachsen

Ein einschaliges Hyperboloid ist eine Quadrik, die 2 Scharen von Geraden enthält. In geeigneten homogenen Koordinaten kann man es durch die Gleichung
(H){\displaystyle \quad a_{1}a_{3}-a_{2}a_{4}=0}
beschreiben (siehe einschaliges Hyperboloid). Das Hyperboloid enthält die Punkte
{\displaystyle X_{1}=(1:0:0:0),\;X_{2}=(0:1:0:0),}
{\displaystyle X_{3}=(0:0:1:0),\;X_{4}=(0:0:0:1)\ .}
Man rechnet leicht nach, dass
(PH) {\displaystyle \quad P(u,v)={\big (}(1-u)(1-v):u(1-v):uv:(1-u)v{\big )}}
eine Parameterdarstellung des Hyperboloids ist. Dabei gilt:
{\displaystyle X_{1}=P(0,0),\ X_{2}=P(1,0),\ X_{3}=P(1,1),\ X_{4}=P(0,1)\ } und
{\displaystyle S=(1:1:1:1)=P({\tfrac {1}{2}},{\tfrac {1}{2}})\ .}
Die Parameterlinien ({\displaystyle u}= const oder {\displaystyle v}= const) sind Geraden. Da die Summe der baryzentrischen Koordinaten stets {\displaystyle 1} ist, werden allerdings die Punkte des Hyperboloids in der Ebene {\displaystyle a_{1}+a_{2}+a_{3}+a_{4}=0} nicht erfasst. Dies ist bei Einführung baryzentrischer Koordinaten kein Nachteil.
Fasst man {\displaystyle a_{1},a_{2},a_{3},a_{4}} als baryzentrische Koordinaten auf, entsprechen die Punkte {\displaystyle X_{1},X_{2},X_{3},X_{4}} den Ecken eines Tetraeders (in einem affinen Raum) auf einem Hyperboloid {\displaystyle {\mathcal {H}}}, das die Geraden {\displaystyle {\overline {X_{1}X_{2}}},{\overline {X_{2}X_{3}}},{\overline {X_{3}X_{4}}},{\overline {X_{4}X_{1}}}} enthält (siehe Bild). Die beiden Geraden {\displaystyle {\overline {X_{2}X_{4}}},{\overline {X_{1}X_{3}}}} liegen nicht auf dem Hyperboloid ! Rechnet man die normierten baryzentrischen Koordinaten in affine Koordinaten um (siehe (S) im Abschnitt Definition), erhält man die affine Parameterdarstellung des Hyperboloids:
(APH) {\displaystyle \quad \mathbf {p} (u,v)=(1-u)(1-v)\mathbf {x} _{1}+u(1-v)\mathbf {x} _{2}+uv\mathbf {x} _{3}+(1-u)v\mathbf {x} _{4}\ .}
Dies ist die Darstellung des Hyperboloids als bilineare Interpolationsfläche des räumlichen Vierecks {\displaystyle X_{1},X_{2},X_{3},X_{4}}.
Eigenschaften
Das Hyperboloid hat mit der Fernebene {\displaystyle a_{1}+a_{2}+a_{3}+a_{4}=0} die beiden sich im Punkt {\displaystyle A=(1:-1:1:-1)} schneidenden Geraden
{\displaystyle g_{1}:a_{1}+a_{2}=0,\;a_{3}+a_{4}=0,}
{\displaystyle g_{2}:a_{2}+a_{3}=0,\;a_{1}+a_{4}=0\;}
gemeinsam und ist deshalb affin ein
- hyperbolisches Paraboloid. (Das obige Bild ist also projektiv zu verstehen.)
- Die Fernebene ist die Tangentialebene im Punkt {\displaystyle A}.
- Der Schwerpunkt {\displaystyle S=(1:1:1:1):{\tfrac {1}{4}}(\mathbf {x} _{1}+\mathbf {x} _{2}+\mathbf {x} _{3}+\mathbf {x} _{4})} des Tetraeders liegt auf dem Hyperboloid.

Die Gerade {\displaystyle \;g_{3}:a_{1}-a_{3}=0,\;a_{2}-a_{4}=0\;} geht durch die Mittelpunkte {\displaystyle M_{13}=(1:0:1:0),\;M_{24}=(0:1:0:1)} der Tetraederkanten {\displaystyle X_{1}X_{3}} bzw. {\displaystyle X_{2}X_{4}} und durch den Fernpunkt {\displaystyle A=(1:-1:1:-1)}. Dies bedeutet affin:
- Die Achsen der Parabeln auf dem hyperbolischen Paraboloid sind alle parallel zur Gerade {\displaystyle g_{3}} durch die Mittelpunkte {\displaystyle M_{13}:{\tfrac {1}{2}}(\mathbf {x} _{1}+\mathbf {x} _{3}),\;M_{24}:{\tfrac {1}{2}}(\mathbf {x} _{2}+\mathbf {x} _{4})} (siehe hyperbolisches Paraboloid). Der Schwerpunkt {\displaystyle S} ist der Mittelpunkt der Punkte {\displaystyle M_{13},M_{24}}.

Beispiel
Das Bild zeigt das Beispiel mit
{\displaystyle \mathbf {x} _{1}=(1,0,0)^{T},\;\mathbf {x} _{2}=(0,1,0)^{T},\;}
{\displaystyle \mathbf {x} _{3}=(0,0,1)^{T},\;\mathbf {x} _{4}=(0,0,0)^{T},\;}
Die Parameterdarstellung ist dann
{\displaystyle \mathbf {p} (u,v)={\big (}(1-u)(1-v),u(1-v),uv{\big )}^{T}\ .}

## Verallgemeinerte baryzentrische Koordinaten
Baryzentrische Koordinaten {\displaystyle (a_{1},\dotsc ,a_{n})}, die mit Bezug auf ein Polytop statt mit Bezug auf ein Simplex definiert sind, werden verallgemeinerte baryzentrische Koordinaten genannt. Hierbei wird weiterhin verlangt, dass die Gleichung
{\displaystyle (a_{1}+\dotsb +a_{n})\mathbf {p} =a_{1}\,\mathbf {x} _{1}+\dotsb +a_{n}\,\mathbf {x} _{n}}
erfüllt wird, wobei {\displaystyle \mathbf {x} _{1},\dotsc ,\mathbf {x} _{n}} hier die Eckpunkte des gegebenen Polytops sind. Die Definition ist also formal unverändert, allerdings muss ein Simplex mit {\displaystyle n} Eckpunkten in einem Vektorraum mit einer Dimension von mindestens {\displaystyle n-1} enthalten sein, während Polytope auch in Vektorräume von niedrigerer Dimension eingebettet sein können. Das einfachste Beispiel ist ein Viereck in der Ebene. Als Konsequenz sind sogar die normierten verallgemeinerten baryzentrischen Koordinaten für ein Polytop im Allgemeinen nicht eindeutig bestimmt, obwohl dies für normierte baryzentrische Koordinaten mit Bezug auf ein Simplex der Fall ist.
Verallgemeinerte baryzentrische Koordinaten werden insbesondere in der Computergrafik und bei der geometrischen Modellierung verwendet. Dort können dreidimensionale Objekte oft durch Polyeder approximiert werden, sodass die verallgemeinerten baryzentrischen Koordinaten eine geometrische Bedeutung haben und die weitere Bearbeitung dieser Objekte erleichtern.

## Baryzentrische Interpolation
Auf baryzentrischen Koordinaten basiert ein Interpolationsverfahren, das die lineare Interpolation für Funktionen mehrerer Variablen verallgemeinert.
Im Falle einer Funktion {\displaystyle f} von zwei Variablen {\displaystyle x} und {\displaystyle y} sind für drei Punkte {\displaystyle A(x_{A},y_{A})}, {\displaystyle B(x_{B},y_{B})} und {\displaystyle C(x_{C},y_{C})} die Funktionswerte gegeben. Dabei dürfen {\displaystyle A}, {\displaystyle B} und {\displaystyle C} nicht auf einer Geraden liegen. Sie müssen also ein Dreieck {\displaystyle ABC} aufspannen. Ist nun ein beliebiger Punkt {\displaystyle (x,y)} gegeben, so definiert man
{\displaystyle f(x,y)=a\,f(x_{A},y_{A})+b\,f(x_{B},y_{B})+c\,f(x_{C},y_{C})},
wobei {\displaystyle (a,b,c)} die normierten baryzentrischen Koordinaten von {\displaystyle (x,y)} sind. Diese Interpolation funktioniert auch für Punkte außerhalb des Dreiecks.